# Misión de San Ignacio de Kadakaamán

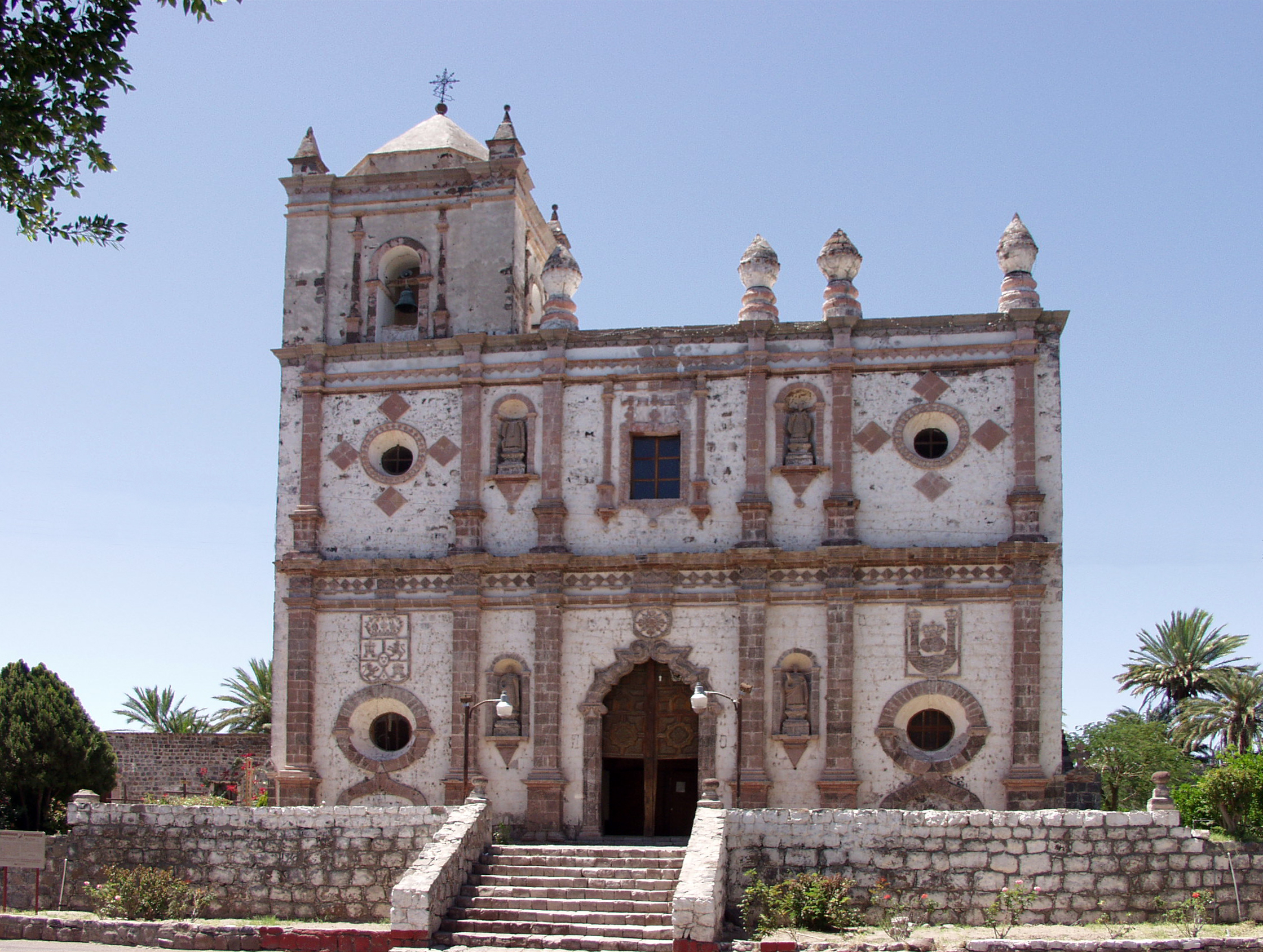
Misión de San Ignacio de Kadakaamán.

La misión de San Ignacio Kadakaamán fue fundada en 1728 en la región cochimí de Kadakaamang (Arroyo del carrizal en idioma cochimí laymón).  La fundación recayó en el padre jesuita Juan Bautista Luyando, posteriormente la misión estuvo bajo la guía de dos grandes sacerdotes misioneros, los padres Sebastián de Sistiaga originario del estado mexicano de Oaxaca y el padre Fernando Consag, nativo de Croacia.
El lugar en que se erigió la misión fue descubierto y visitado en varias ocasiones por el padre jesuita Francisco María Píccolo quien era visitador y explorador de la orden jesuita para las misiones de Sonora y Baja California. Su construcción la contempló desde 1706 ya que viajaba desde la Misión de Santa Rosalía de Mulegé donde sirvió hasta 1718.  
En 1716 el padre Píccolo celebró una novena dedicada a la virgen en una capilla que se levantó de forma provisional, por falta de personal no se pudo construir la misión hasta 1728, 
En su día la misión llegó a ser la más floreciente de la península, el padre Juan Bautista Luyando levantó ocho capillas en las rancherías de los alrededores, y con la ayuda del padre Helen adscrito a la Misión de Nuestra Señora de Guadalupe Huasinapí establecieron huertos y sembradíos y en poco tiempo la buena tierra dio sustento a toda la región gracias a la abundancia de agua y la fertilidad de la tierra.
El padre Luyando levantó represas y un albergue para los nativos que vivían en las rancherías en el que estableció una escuela parroquial en que se enseñaban artesanías. En 1733 el padre Consag inició la construcción de la iglesia misional que aún existe. José Mariano Rotea fue asignado en 1762 a la misión, aportando a la construcción de la misión. Entre 1750 y 1767, los padres Consag y Rotea, junto con sus fieles erigieron un muro de poco más de tres kilómetros de largo, para evitar que las inundaciones del Arroyo del Parral afectaran las siembras de la Misión de San Ignacio.
La construcción la terminó el padre dominico Juan Crisóstomo Gómez en 1786, después de la expulsión de los sacerdotes jesuitas de la Nueva España. 